# Organ für christliche Kunst
Das Organ für christliche Kunst war eine Zeitschrift auf dem Gebiet der christlichen Kunst, die von 1851 bis 1873 im Turnus von 14 Tagen in Köln erschien. Von 1851 bis 1864 war ihr Herausgeber der Maler Friedrich Baudri, danach bis Ende 1873 der Theologe und Pädagoge Josef van Endert. Bis 1854 erschien sie im Verlag Bachem, danach bei DuMont-Schauberg.

## Geschichte
Der Gründer sowie langjähriger Herausgeber und Redakteur der Zeitschrift war Friedrich Baudri, ein aus Elberfeld gebürtiger Kölner Porträtist und ein Spross der spätnazarenisch geprägten Malerei der Düsseldorfer Malerschule, der zunächst in München und dann in Düsseldorf Malerei studiert hatte. Er war gut mit führenden Akteuren der katholischen Amtskirche und katholischer Vereine in Deutschland und besonders im Erzbistum Köln vernetzt. Sein Bruder war Johann Anton Friedrich Baudri, ein führender Kopf des Kölner Klerus, welcher 1843 von Erzbischof Johannes von Geissel ins Kölner Domkapitel berufen, 1846 zum Generalvikar befördert und 1849 zum Weihbischof erhoben worden war. 1848 hatte Friedrich Baudri auf dem ersten Deutschen Katholikentag in Mainz als Schriftführer fungiert. 1851 fühlte er sich ermutigt, das von ihm redigierte Organ für christliche Kunst herauszugeben. Gestärkt fühlte er sich durch eine Atmosphäre erstarkender Volksfrömmigkeit und erwachenden katholischen Vereinswesens in Deutschland, durch den 1850 in Köln gegründeten Christlichen Kunstverein für Deutschland und insbesondere durch die Unterstützung des Kölner Erzbischofs Johannes von Geissel, einem Förderer des politischen Katholizismus in Deutschland, der auf dem Gebiet der Medien und der Kunst einen kulturpolitischen Auftrag seiner Kirche sah. Diesem Anliegen hatte Geissel bereits 1841 durch seine Schirmherrschaft über den Vereins zur Verbreitung religiöser Bilder Nachdruck verliehen. Die Kunstzeitschrift Baudris war eingebettet in einen breit angelegten Um- und Aufschwung, den die katholische Publizistik in der Mitte des 19. Jahrhunderts in Deutschland erfuhr.
In der ersten Ausgabe seiner Zeitschrift, die am 1. Juli 1851 erschien, schrieb Baudri:

„So wie wir den Muth zur Gründung des Unternehmens nicht aus unsern eigenen schwachen Kräften geschöpft, sondern im Vertrauen auf die gute Sache und die eifrige Unterstützung vieler tüchtiger Männer erst gewonnen haben, so geht auch unsre Hoffnung auf sein Gedeihen wesentlich aus der Erkenntnis eines Bedürfnisses hervor, dessen Befriedigung allgemein erwartet wird. Die seichte, bis zum leeren Formenspiel herabgesunkene Richtung in der Kunst, wie sie aus einer antichristlichen Zeitrichtung hervorgegangen war, genügt dem warmen Glauben nicht, der sich wieder mehr und mehr der Herzen bemächtigt und aus ihnen das vielgestaltige Leben zu durchdringen sucht. Die Kunst darf nicht wie eine Schmarotzerpflanze sich an den Felsen der Kirche anhängen, sie muss wieder, wie ehedem als kräftiger Baum in ihm Wurzeln schlagen und aus seinem Quelle solche Nahrung schöpfen, dass sich reich an Blüthen und Früchten über das ganze Leben hin Freude und Segen verbreiten kann.“

Baudri zog sich 1864/1865 aus der Leitung seiner Zeitschrift zurück. Seine Nachfolge trat dann der Kölner Gymnasiallehrer Josef van Endert an. Im Zuge des Kulturkampfs stellte die Zeitschrift 1873 ihr Erscheinen ein. Einen erneuten Versuch, die publizistische Szene der christlichen Kunst im deutschsprachigen Raum aus dem katholischen Milieu des Rheinlandes heraus zu beeinflussen, unternahm 1887/1888 der Kölner Domherr Alexander Schnütgen mit der Zeitschrift für christliche Kunst, welcher sich ausdrücklich in die Tradition des Blattes von Baudri stellte.